# Calle de San Diego (Sagunto)
La calle de San Diego es una vía pública de la ciudad española de Sagunto.

## Descripción
La vía, que en el pasado se conoció como «calle de Arlandis», discurre desde la calle del Capitan Pallarés hasta la de San Francisco. Debe el título actual a un antiguo convento de aquella advocación. Aparece descrita en el Nomenclator de las calles, plazas y puertas antiguas y modernas de la ciudad de Sagunto (1901) de Antonio Chabret y Fraga con las siguientes palabras:

San Diego (calle de). Empieza en la de Teruel y desemboca en la de San Francisco. Recibió este nombre del inmediato Convento de franciscano, en donde se veneraba en capilla propia aquel santo.
(Chabret y Fraga, 1901, p. 87)